# Truc de la Garde
Le truc de la Garde est un sommet du Massif central appartenant aux monts de la Margeride, jouxtant les départements français de la Lozère et de la Haute-Loire.

## Toponymie
Truc désigne un « gros caillou ou rocher » en occitan. C'est aussi une caractéristique géologique définissant un tertre, une hauteur couverte de lande.

## Géographie

### Situation
Le truc de la Garde est situé sur une ligne de crêtes. C'est le point culminant des communes du Malzieu-Forain, de Chanaleilles et de Grèzes.
À son sommet couronné de blocs de granite, un panorama permet d'observer le massif du Mézenc, du Devès, du mont Lozère et des monts du Cantal.

### Géologie
Le truc se situe sur des crêtes larges et des versants à faibles pentes, constitués de granite et d'arène, et présente un sol ranker cryptopodzolique sous une couverture d'Éricacées.

### Hydrographie
Trois sources sont situées sur la montagne : celles du Pontajou, de la Seuge et de la Gardelle.

### Flore
Le secteur du truc de la Garde abrite des tourbières acidiphiles à sphaignes, alimentées par des sources et des ruisselets. Le paysage est dominé par des landes à callunes, bien que celles-ci soient largement colonisées par des espèces non indigènes, en particulier à la suite des enrésinements effectués dans les années 1950. L'une des tourbières, caractérisée par des faciès de tourbière haute asséchée, présente des espèces rares, telles que Carex limosa, qui colonise les tremblants, ainsi que le bouleau nain, formant des peuplements denses dans les zones non pâturées.

## Protection environnementale
Le site des « stations à bouleau nain de Margeride » fait l'objet d'un arrêté de protection de biotope, d'une superficie de 56,7 ha. D'autre part, le truc de la Garde est inscrit au sein du site Natura 2000 « Sommets et versants orientaux de Margeride ».